# امسك الظلام
امسك الظلام (بالإنجليزية: Hold the Dark)‏،فيلم اثارة أمريكي للمخرج جيرمي سولنير وكتابة ماكون بلير ،الفيلم مقتبس من رواية تحمل نفس الأسم تأليف وليام جيرالدي.
الفيلم من بطولة جيفري رايت،الكسندر سكارسجارد،جيمس ديل وريلي كيو.
عرض الفيلم لأول مرى في مهرجان تورونتو السينمائي الدولي يوم 12 سبتمبر 2018، ومن المقرر عرضه يوم 28 سبتمبر 2018 على موقع نتفليكس.

## طاقم العمل
- جيفري رايت بدور راسل كور
- الكسندر سكارسجارد بدور فيرنون سلون
- ريلي كيو بدور ميدورا سلون
- جيمس بلوور بدور مستذئب
- جيمس ديل بدور دونالد ماريوم

## القصة
يختفى طفل في ألاسكا ويتم إتهام الذئاب بقتله لذا تنادي أم الطفل عالم في الطبيعة من أجل قتل الذئاب لكن يكتشف هذا الأخير أن هناك كثير من الأمور الجنونية التي تحصل في هذه المنطقة.

## وصلات خارجية
امسك الظلام على موقع IMDb (الإنجليزية)
- امسك الظلام على موقع روتن توميتوز (الإنجليزية)
- امسك الظلام على موقع نتفليكس (الإنجليزية)
- امسك الظلام على موقع ألو سيني (الفرنسية)
- امسك الظلام على موقع Turner Classic Movies (الإنجليزية)
- امسك الظلام على موقع أول موفي (الإنجليزية)
- امسك الظلام على موقع فيلمافينيتي (الإسبانية)
- امسك الظلام على موقع قاعدة بيانات الفيلم (الإنجليزية)
- امسك الظلام على موقع ليتربوكسد (الإنجليزية)
- امسك الظلام على موقع كينوبويسك (الروسية)